# Jérôme Guedj
Pour les articles homonymes, voir Guedj.
Jérôme Guedj [ ʒeʁom ɡɛdʒ], né le 23 janvier 1972 à Pantin (Seine-Saint-Denis), est un haut fonctionnaire et homme politique français.
Membre du Parti socialiste au sein de l'aile gauche, il débute son parcours politique en tant qu'assistant parlementaire de Jean-Luc Mélenchon puis accède à son premier mandat électif en tant que conseiller général de l'Essonne dans le canton de Massy-Est en 1998. Il devient président du conseil général de ce même département en 2011 jusqu'à la victoire de la droite aux élections départementales de 2015, où il devient conseiller d'opposition.
Au niveau national, il est le suppléant de François Lamy de 1997 à 2002, et rentre à l'Assemblée nationale durant la présence de ce dernier dans le gouvernement de Jean-Marc Ayrault. Alors que François Lamy est investi dans le Nord en 2017, il est investi sur son propre nom dans la circonscription dont il avait la suppléance depuis vingt ans mais échoue à se faire élire. Il est ensuite élu conseiller régional d'Île-de-France en 2021.
Favorable à la Nouvelle Union populaire écologiste et sociale, il est investi par le mouvement de l'union de la gauche et retrouve son siège de député à partir de 2022. Alors qu'il est l'un des socialistes les plus unionistes, les prises de positions des insoumis et les attaques qu'il subit de la part de son ancien mentor Jean-Luc Mélenchon après les attentats du 7 octobre le pousse à se rapprocher de l'aile droite du Parti socialiste et à refuser l'étiquette du Nouveau Front populaire, désormais farouchement hostile à toute alliance avec La France insoumise.

## Situation personnelle

### Études et formation
Jérôme Guedj est issu d'une famille séfarade algérienne,. Son père Jean-Pierre Guedj est un kinésithérapeute de l'Essonne, adjoint au maire de Massy. Il a été à la tête de la communauté juive de la ville.
Jérôme Guedj est titulaire d'un baccalauréat C, diplômé de l'Institut d'études politiques de Paris (promotion 1992) et élève de l'École nationale d'administration (promotion Victor Schœlcher, 1996).

### Carrière professionnelle
En 1996, à sa sortie de l'ENA, il entre à l'Inspection générale des affaires sociales.
Dans les années 2000, Jérôme Guedj codirige, avec Maryvonne Lyazid, un executive master de l'Institut d'études politiques de Paris, centré sur les politiques du handicap.
Jérôme Guedj exerce la fonction de gérant de la société J G Conseils, créée le 1er février 2006. Cette société, domiciliée à Massy dans l'Essonne, a pour activité le « conseil aux collectivités locales, administrations publiques, associations, entreprises »
Il est membre de la promotion 2013 du programme « Young Leaders » de la France China Foundation où il côtoie Emmanuel Macron, Chantal Jouanno, Édouard Philippe et Matthias Fekl.
Il crée en 2018 une entreprise de conseil qui compte parmi ses clients le groupe Korian, domiciliée dans le 6e puis dans le 14e arrondissement de Paris.

## Parcours politique

### Débuts aux côtés de Jean-Luc Mélenchon (1993-1997)
Jérôme Guedj adhère au Parti socialiste en 1993, où il est proche du courant de la Gauche socialiste fondé par Jean-Luc Mélenchon, dont il deviendra l'assistant parlementaire et Julien Dray. Cette adhésion est la continuation de ses premières années d'engagement politique (1986-1988) au sein de SOS Racisme et d'opposition au projet de loi Devaquet à l'automne 1986.

### Premiers mandats dans l'Essonne (1997-2011)
Lors des élections législatives françaises de 1997, il est désigné suppléant du candidat socialiste dans la sixième circonscription de l'Essonne, François Lamy, élu avec 53,12 % des suffrages. Lors des élections cantonales de 1998, il est candidat dans le canton de Massy-Est et remporte le siège avec 55,89 % des suffrages. Il devient vice-président du conseil général de l'Essonne, passé à gauche, chargé des affaires sociales.
Lors des élections municipales de mars 2001, il conduit la liste d'Union de la gauche à Massy mais ne récolte que 40,67 % des suffrages. Lors des élections cantonales de mars 2004 il est réélu conseiller général dans le canton de Massy-Est avec 56,96 % des suffrages.
En 2008, il se présente aux suffrages de la fédération départementale du Parti socialiste pour en briguer la présidence mais est battu par le président sortant Michel Berson. Il est désigné le 4 décembre 2010 par les socialistes essonniens comme candidat à la présidence du conseil général.

### Président du conseil général de l'Essonne (2011-2015)
Lors des élections cantonales de mars 2011, il est réélu dans le canton de Massy-Est avec 54,44 % des voix. Le 31 mars, il est élu président du conseil général de l'Essonne (succédant à Michel Berson, devenu sénateur). Engagé en faveur du droit à l’adoption par des couples de même sexe, il fait adopter une motion en faveur du mariage gay et accorde l'agrément pour l’adoption à un couple lesbien  et un congé parental à la footballeuse Marinette Pichon et sa compagne, avant la légalisation de ces droits. Il lance également le débat sur les aidants sexuels pour les personnes en situation de handicap.
Désigné suppléant de François Lamy réélu avec 57,77 % des suffrages lors des élections législatives de 2012 dans la sixième circonscription de l'Essonne, il devient député à la suite de la nomination du titulaire dans le second gouvernement de Jean-Marc Ayrault. En vue du congrès de Toulouse 2012, il est signataire de la motion « Maintenant la gauche » et de la contribution « Le Temps de la Gauche » avec l’ancienne députée de l’Essonne Marie-Noëlle Lienemann. En tant que député, il s'oppose à la réforme des retraites proposée par Jean-Marc Ayrault en raison de l'allongement de la durée de cotisation.
Les élections municipales de mars 2014 ayant pour conséquence un large remaniement gouvernemental, François Lamy n'est pas reconduit dans ses fonctions ministérielles. Alors que, selon un article du journal Le Parisien, son nom a circulé dans l'optique d'une éventuelle entrée au gouvernement, contre toute attente, le 9 avril 2014, Jérôme Guedj refuse d'accorder sa confiance au gouvernement Valls et s'abstient comme dix de ses camarades socialistes. La liste des secrétaires d'État, annoncée le 10 avril 2014, met fin à tout espoir d'entrée de ce dernier au gouvernement. Jérôme Guedj redevient donc simple suppléant de François Lamy. Il mène la liste de gauche aux élections départementales de 2015 mais perd la présidence du département au profil de François Durovray mais reste conseiller départemntal dans l'opposition.

### Cadre du Parti socialiste (2015-2022)
Il est membre du conseil d'administration de la Fondation Marc-Bloch. Il a également été membre du bureau national de l'association Pour la République sociale avant la dissolution de celle-ci dans le PG[réf. nécessaire]. Il est membre du Bureau national du Parti socialiste.
Il est membre de l'équipe de campagne d'Arnaud Montebourg pour la primaire citoyenne de 2017 ; il est l'un de ses porte-parole. Après la victoire de Benoît Hamon, il devient l'un de ses porte-parole pour la campagne présidentielle. Candidat socialiste titulaire aux élections législatives de 2017, il est éliminé dès le premier tour.
Fin mars 2020, dans le cadre de la pandémie de Covid-19, il est chargé par le ministre de la Santé Olivier Véran d'une mission sur l'isolement des personnes âgées confinées.

### Député de l'Essonne (depuis 2022)

#### Soutien puis opposant de l'union de la gauche (2022-2024)
Lors des élections législatives françaises de 2022, candidat de la Nouvelle Union populaire écologique et sociale dans son ancienne circonscription, il retrouve son siège de député face à la députée sortante Amélie de Montchalin. Au cours des mois suivants, il fait partie des députés socialistes les plus favorables à l'union de la gauche, y compris avec les insoumis, regrettant notamment l'absence de liste commune aux élections européennes de 2024. À l'Assemblée, il travaille sur les dossiers liés aux affaires sociales et notamment sur les questions liés au grand âge,.
Sa position vis-à-vis des insoumis change après les attentats du 7 octobre en Israël : après les avoir qualifiés d'« idiots utiles du Hamas » face à leur refus de désigner le mouvement islamiste comme terroriste, il subit de nombreuses attaques de leur part. Jean-Luc Mélenchon lui-même le prend pour cible lors de la campagne des européennes, en l'accusant de soutenir le gouvernement israélien de Benyamin Netanyahou, ce que Jérôme Guedj perçoit comme une dénonciation de sa judéité.
Lors de législatives de juin 2024, il annonce se représenter dans sa circonscription de l’Essonne sous les couleurs du Parti socialiste, conformément à l'accord du Nouveau Front populaire, mais refuse de porter les couleurs de la coalition alors qu'il s'estime l'objet d'attaques antisémites de LFI. Ce choix lui vaut d'être confronté à une candidature dissidente de son ancienne suppléante Hella Kribi-Romdhane, soutenue par la France insoumise ,. Il est finalement réélu au second tour face à la candidate du Rassemblement national. Lors du renouvellement des trois présidences des commissions laissées vacantes après la nomination du gouvernement Barnier, il est désigné par les socialistes comme candidat du Nouveau Front populaire pour reprendre celle des affaires sociales, tandis que les affaires économiques et les affaires étrangères sont laissées respectivement aux Insoumis et aux écologistes. Les Insoumis et une partie des écologistes refusent de voter en sa faveur, arguant qu'il n'est pas membre du Nouveau Front populaire en raison de son refus de porter son étiquette lors des législatives et préférant le choix initial des socialistes Arthur Delaporte, pourtant non candidat à la présidence, avant de voter blanc lors du dernier tour de scrutin,,.

#### 2025: ralliement à l'aile droite du Parti socialiste
Soutien d'Olivier Faure lors du congrès de Marseille du Parti socialiste en 2023, il signe en 2025 le texte d'orientation de Nicolas Mayer-Rossignol au congrès de Nancy de 2025, qui refuse toute union avec La France insoumise. En raison de ses prises de positions sur l'attaque du Hamas contre Israël d'octobre 2023 et la guerre à Gaza, il est personnellement pris pour cible et agressé verbalement lorsqu'il se rend au rassemblement place de la République à la suite du meurtre d'Aboubakar Cissé puis à nouveau quelques jours plus tard lorsque les élus composant le cortège socialiste du 1er mai sont agressés par des black blocks,. Dans son intervention à la tribune du congrès de Nancy, il qualifie Jean-Luc Mélenchon, qu'il dit avoir « aimé profondément », d'être devenu un « salopard antisémite », ce qui suscite de vives réactions,. Quelques jours plus tard, il regrette l'insulte « salopard », tout en maintenant la qualification d'antisémite.
Face au refus d'Olivier Faure d'acter un refus de tout accord électoral ou programmatique avec La France insoumise dans le texte de synthèse du congrès, le texte d'orientation porté par Nicolas Mayer-Rossignol refuse d'intégrer le secrétariat national, actant de facto pour Jérôme Guedj la fin de sa fonction de porte-parole du PS. Il signe également une tribune appelant à rejeter le terme « islamophobie » en réaction à la création d'un secrétariat dédié « à la lutte contre le racisme, l’antisémitisme et l’islamophobie » au Parti socialiste,.

## Synthèse des fonctions politiques

### Mandats nationaux

#### Député de la sixième circonscription de l'Essonne
À la suite de la nomination de François Lamy dans le second gouvernement de Jean-Marc Ayrault, Jérôme Guedj devient député de la sixième circonscription de l'Essonne. Il est membre de la commission des Affaires sociales. Il redevient simple suppléant en 2014.
En préparation des élections législatives françaises de 2017, les militants socialistes de la 6e circonscription de l’Essonne ont adopté, à une large majorité, la candidature de Jérôme Guedj, mais ne totalisant que 13,1 % des voix, celui-ci n'accède pas au second tour, battu par les candidats de la République en Marche et de l'UDI/LR dès le premier tour.
Il fait l'objet d'une campagne d'attaques qu'il juge antisémites en 2023-2024 dans un contexte de guerre à Gaza. Il est notamment pris pour cible publiquement par Jean-Luc Mélenchon et sur les réseaux sociaux,,. Cette campagne d'attaques se poursuit lors de la campagne électorale des européennes au printemps 2024 lorsqu'il est de nouveau pris pour cible à plusieurs reprises par Jean-Luc Mélenchon qui met en avant sa judéité. La raison de cet affrontement repose dans leurs vues divergentes de la guerre à Gaza, Jérôme Guedj qualifiant les Insoumis d'« idiots utiles » du Hamas face à leur refus de désigner le mouvement islamiste comme « terroriste ». Guedj déclare au Monde y voir en réalité une intention de Jean-Luc Mélenchon de s'en prendre à la tête de liste PS Raphaël Glucksmann, lui aussi juif. Il dit voir dans les discours de Mélenchon « une sémantique aux relents nauséabonds et qui a souvent été antisémite ». Lorsqu'il est investi candidat PS en vue des législatives de juin 2024, il indique refuser de porter les couleurs du Nouveau Front populaire en raison des attaques subies lors des mois précédents et venant du parti de Jean-Luc Mélenchon.

### Mandats locaux
Il est conseiller municipal d'opposition de Massy du 18 mars 2001jusqu'à sa démission en juillet 2012, une fois élu député.
Jérôme Guedj est élu conseiller général du canton de Massy-Est le 22 mars 1998. Il est président du conseil général de l'Essonne de 2011 à 2015. À ce titre, il est membre de droit du conseil du syndicat des transports d'Île-de-France où il préside la commission de la qualité de service. Il perd son siège de président du conseil général à la suite de la défaite de la gauche dans ce département qui ne conserve que 6 cantons sur 21 lors des départementales de 2015. Jérôme Guedj est toutefois élu dans le canton de Massy, mais ne se représente pas en 2021 pour être la tête de liste dans l'Essonne de la liste socialiste pour les élections régionales de 2021,. La droite remportant l'élection, Jérôme Guedj devient conseiller régional d'opposition.

## Résultats électoraux

### Élections législatives
| Année | Parti  | Parti | Circonscription | 1er tour | 1er tour | 1er tour | 2d tour | 2d tour | 2d tour | Issue   |
| Année | Parti  | Parti | Circonscription | Voix     | %        | Rang     | Voix    | %       | Rang    | Issue   |
| ----- | ------ | ----- | --------------- | -------- | -------- | -------- | ------- | ------- | ------- | ------- |
| 2017  |        | PS    | 6e de l'Essonne | 5 385    | 13,06    | 3e       |         |         |         | Éliminé |
| 2022  | 15 730 | PS    | 6e de l'Essonne | 38,31    | 1er      | 21 213   | 53,36   | 1er     | Élu     |         |
| 2024  | 19 280 | PS    | 6e de l'Essonne | 34,44    | 1er      | 38 991   | 74,26   | 1er     | Élu     |         |

### Élections cantonales puis départementales
| Année | Parti | Parti | Canton        | Binôme | 1er tour | 1er tour | 1er tour | 2d tour | 2d tour | 2d tour | Issue |
| Année | Parti | Parti | Canton        | Binôme | Voix     | %        | Rang     | Voix    | %       | Rang    | Issue |
| ----- | ----- | ----- | ------------- | ------ | -------- | -------- | -------- | ------- | ------- | ------- | ----- |
| 1998  |       | PS    | Massy-Est     |        | 2 078    | 35,49    | 1er      | 2 935   | 55,89   | 1er     | Élu   |
| 2004  | 2 492 | PS    | Massy-Est     | 40,51  | 1er      | 3 713    | 56,96    | 1er     | Élu     |         |       |
| 2011  | 1 514 | PS    | Massy-Est     | 34,61  | 1er      | 2 483    | 54,44    | 1er     | Élu     |         |       |
| 2015  | Massy | PS    | Rafika Rezgui | 6 717  | 40,01    | 1er      | 8 399    | 51,54   | 1er     | Élu     |       |

## Ouvrage
- Plaidoyer pour les vieux, éditions Jean-Claude Gawséwitch, 2013.